# Susan Michie
Susan Michie (* 19. Juni 1955 in St Pancras, London) ist Klinische Psychologin, Professorin für Gesundheitspsychologie und Direktorin des Centre for Behaviour Change am University College London. Sie ist auch Co-Direktorin von Behavioural Research UK (BR-UK).

## Leben
Der Vater von Susan Michie ist Donald Michie, ein Pionier der künstlichen Intelligenz in Großbritannien. Ihre Mutter, Anne McLaren, war eine renommierte Biologin und die erste weibliche Außenministerin der Royal Society. Susan Michie erlangte 1976 den B.A. in Experimenteller Psychologie an der Oxford University. Zwei Jahre später (1978) erwarb sie den M.Phil in Klinischer Psychologie an der London University. Sie ist zugelassene Klinische Psychologin (seit 1978) und Gesundheitspsychologin (seit 1993) der britischen psychologischen Gesellschaft (British Psychological Society). Im Jahr 1981 erhielt sie das Primärzertifikat in rational-emotiver Therapie. Des Weiteren ist Susan Michie seit 2002 anerkannte Supervisorin für Gesundheitspsychologie und BPS Assessorin. Seit 2009 bzw. 2010 ist sie registrierte Gesundheits- und Klinische Psychologin am Health Professions Council und registrierte Supervisorin für Angewandte Psychologie in der Praxis der britischen psychologischen Gesellschaft.

## Beruflicher Werdegang
Susan Michie begann ihre berufliche Laufbahn in der Klinischen Psychologie im Jahr 1987 und arbeitete bis 1991 als Klinische Psychologin und Honorar-Dozentin für Entwicklungspsychologie an der Royal Free Hospital School of Medicine. Ab 1991 setzte sie ihre Tätigkeit dort als Senior Clinical Psychologist und Honorar-Senior-Dozentin für Gesundheitspsychologie fort, eine Position, die sie bis 2002 innehatte. Parallel dazu war sie von 1989 bis 2002 Senior Research Fellow in Klinischer Gesundheitspsychologie an der Royal Free and University College Medical School. Im Bereich der Forschung war sie von 1993 bis 1996 als Research Fellow, von 1996 bis 2001 als Senior Research Fellow und von 2001 bis 2002 als Reader in Health Psychology tätig. Zudem war sie stellvertretende Direktorin der Forschungsgruppe für Psychologie und Genetik am King’s College London. Seit 2002 ist Michie Co-Direktorin des Centre for Outcomes Research and Effectiveness am University College London (UCL). Zwischen 2002 und 2006 war sie Reader in Klinischer Gesundheitspsychologie an der UCL, bevor sie 2005 den Lehrstuhl für Gesundheitspsychologie im Department of Psychology erhielt. Sie gründete den Masterstudiengang (MSc) in Verhaltensänderung an der UCL und war bis 2012 Direktorin der Gesundheitspsychologischen Forschung sowie Honorary Consultant Clinical Psychologist bei den Camden and Islington Mental Health & Social Care Trusts und den Camden and Islington Primary Care Trusts. Von 2006 bis 2009 arbeitete sie als Senior Scientist bei der MRC Health Services Research Collaboration an der University of Bristol.

## Forschung
Susan Michies Forschungsschwerpunkt liegt auf Verhaltensänderungen im Kontext von Gesundheit und Umwelt. Sie untersucht, wie diese theoretisch fundiert verstanden werden können und wie sich Theorie und Evidenz gezielt für die Entwicklung, Bewertung und Umsetzung von Interventionen und politischen Maßnahmen nutzen lassen. Ihre Forschung, die Disziplinen wie Informationswissenschaft, Umweltwissenschaft, Informatik und Medizin einbezieht, umfasst Interventionen auf Bevölkerungs-, Organisations- und individueller Ebene. Beispiele dafür sind das Human Behaviour-Change Project (inkl. COM-B-Modell) und Complex Systems for Sustainability and Health. Ihr Forschungsportfolio umfasst die Co-Direktion von BR-UK, einem vom ESRC geförderten Zentrum für Führungsforschung im Bereich Verhalten (2023–2028). Sie hat über 600 wissenschaftliche Artikel und mehrere Bücher veröffentlicht, darunter The Behaviour Change Wheel: A Guide to Designing Interventions. Sie ist Vorsitzende der technischen Beratungsgruppe der WHO zu Verhaltenswissenschaften und Verhaltensanalysen, Mitglied der Covid-19-Kommission der Lancet und hat als Expertin in der wissenschaftlichen Beratungsgruppe für Notfälle (SAGE) der britischen Regierung und deren Verhaltenswissenschaftsgruppe mitgewirkt. Zudem ist sie Teil der britischen Policy Research Unit in Behavioural Sciences, die das Gesundheits- und Sozialministerium Großbritanniens berät. Michie war Vorsitzende des Sozialwissenschaftlichen Beratungskomitees der britischen Food Standards Agency und leitete das Projekt „Health of People“ der Academy of Social Sciences.

### Forschungsgebiete
- Angewandte und Entwicklungspsychologie
- Kognitive und Computationale Psychologie
- Sozial- und Persönlichkeitspsychologie
- Gesundheitsdienste und -systeme
- Public Health
- Klinische und Gesundheitspsychologie[1]

## Weitere Positionen und Zugehörigkeiten
Michie ist Mitglied und Beraterin in mehreren wissenschaftlichen Gremien, darunter dem Norwegian Centre for Addiction Research (2011–2014) und dem European Centre for Disease Control (2010–heute). Sie ist auch Mitglied des Knowledge Translation Canada und des Implementation Research Institute in den USA. Sie engagiert sich in der European Health Psychology Society (EHPS). Seit 2011 ist sie Vorsitzende des Fellowship Committee und war von 2004 bis 2006 Präsidentin der Gesellschaft. Zudem war sie von 2006 bis 2008 Mitglied des Policy Committee und Vorsitzende des International Scientific Programme Committee von 2002 bis 2003. Bei der British Psychological Society (BPS) hatte Michie mehrere Positionen inne. Sie war 2000–2001 Vorsitzende der Division of Health Psychology und von 2003 bis 2006 Prüferin für die BPS Stage 1 Qualifikation in Gesundheitspsychologie. Sie war außerdem Mitglied der Behaviour Change Advisory Group im Jahr 2011. Michie ist aktiv in verschiedenen anderen wissenschaftlichen und medizinischen Organisationen, darunter dem Medical Research Council (MRC), der Wellcome Trust und dem NHS National Institute of Health Research (NIHR).
Susan Michie ist Mitglied in verschiedenen wissenschaftlicher Gesellschaften, darunter:
- British Psychological Society (seit 1975)
- European Health Psychology Society (seit 2000)
- International Association of Applied Psychology (seit 2002)
- UK Society of Behavioural Medicine (seit 2004)

## Preise, Auszeichnungen und Ehrungen
2013 erhielt Susan Michie für ihre Distinguished Contribution to Health Psychology von der British Psychological Society (BPS) eine Auszeichnung. Zudem war sie von 2013 bis 2018 NIHR Senior Investigator beim National Institute of Health Research (NIHR). Im Jahr 2010 wurde sie zur Fellow der Academy of Social Sciences ernannt. Weitere Auszeichnungen sind das Fellowship der European Health Psychology Society im Jahr 2007 und das Fellowship der BPS im Jahr 2001.

### Weitere Auszeichnungen
- 2011–2014: Gastprofessur für Alkohol- und Drogenforschung in Westnorwegen, Norwegian Centre for Addiction Research
- 2002: Gewinnerin des Research Seminar Competition, British Psychological Society
- 2004: Präsidentin der European Health Psychology Society
- 1978–1981: The Pirie-Reid Scholarship, Oxford University[2]

## Redaktionelle Aufgaben
Michie übernimmt seit einigen Jahren redaktionelle Aufgaben in wissenschaftlichen Fachzeitschriften. Sie ist Editor bei Implementation Science (seit 2011) und Associate Editor bei den Annals of Behavioral Medicine (seit 2009). Von 2006 bis 2011 war sie Associate Editor des British Journal of Health Psychology.

## Veröffentlichungen (Auszug)

### Wissenschaftliche Artikel
- Michie, S., Whittington, C., Hamoudi, Z., Zarnani, F., Tober, G. & West, R. (2012). Identification of behaviour change techniques to reduce excessive alcohol consumption. Addiction (Abingdon, England), 107(8), 1431–1440. https://doi.org/10.1111/j.1360-0443.2012.03845.x
- Michie, S., West, R. & Spring, B. (2013). Moving from theory to practice and back in social and health psychology. Health psychology : official journal of the Division of Health Psychology, American Psychological Association, 32(5), 581–585. https://doi.org/10.1037/a0030205
- Michie S., & West, R. (2013). Behaviour change theory and evidence: a presentation to Government. Health Psychology Review, 7(1), 1–22. https://doi.org/10.1080/17437199.2011.649445
- Michie S., van Stralen, M. M. & West, R. (2011). The behaviour change wheel: a new method for characterising and designing behaviour change interventions. Implementation science : IS, 6, 42. https://doi.org/10.1186/1748-5908-6-42
- Michie S., & Prestwich, A. (2010). Are interventions theory-based? Development of a theory coding scheme. Health psychology : official journal of the Division of Health Psychology, American Psychological Association, 29(1), 1–8. https://doi.org/10.1037/a0016939
- Michie S., & Johnston, M. (2012). Theories and techniques of behaviour change: Developing a cumulative science of behaviour change. Health Psychology Review, 6(1), 1–6. https://doi.org/10.1080/17437199.2012.654964
- Michie S., Hyder, N., Walia, A. & West, R. (2011). Development of a taxonomy of behaviour change techniques used in individual behavioural support for smoking cessation. Addictive behaviors, 36(4), 315–319. https://doi.org/10.1016/j.addbeh.2010.11.016
- Michie, S., Free, C. & West, R. (2012). Characterising the ‘Txt2Stop’ Smoking Cessation Text Messaging Intervention in Terms of Behaviour Change Techniques. Journal of Smoking Cessation, 7(1), 55–60. https://doi.org/10.1017/jsc.2012.12
- Michie S., Fixsen, D., Grimshaw, J. M. & Eccles, M. P. (2009). Specifying and reporting complex behaviour change interventions: the need for a scientific method. Implementation science : IS, 4, 40. https://doi.org/10.1186/1748-5908-4-40
- Michie S., Churchill, S. & West, R. (2011). Identifying evidence-based competences required to deliver behavioural support for smoking cessation. Annals of behavioral medicine : a publication of the Society of Behavioral Medicine, 41(1), 59–70. https://doi.org/10.1007/s12160-010-9235-z
- Michie S., Brown, J., Geraghty, A. W. A., Miller, S., Yardley, L., Gardner, B., Shahab, L., McEwen, A., Stapleton, J. A. & West, R. (2012). Development of StopAdvisor: A theory-based interactive internet-based smoking cessation intervention. Translational behavioral medicine, 2(3), 263–275. https://doi.org/10.1007/s13142-012-0135-6
- Michie S., Ashford, S., Sniehotta, F. F., Dombrowski, S. U., Bishop, A. & French, D. P. (2011). A refined taxonomy of behaviour change techniques to help people change their physical activity and healthy eating behaviours: the CALO-RE taxonomy. Psychology & health, 26(11), 1479–1498. https://doi.org/10.1080/08870446.2010.540664
- Michie S., Abraham, C., Whittington, C., McAteer, J. & Gupta, S. (2009). Effective techniques in healthy eating and physical activity interventions: a meta-regression. Health psychology : official journal of the Division of Health Psychology, American Psychological Association, 28(6), 690–701. https://doi.org/10.1037/a0016136
- Michie S., Abraham, C., Eccles, M. P., Francis, J. J., Hardeman, W. & Johnston, M. (2011). Strengthening evaluation and implementation by specifying components of behaviour change interventions: a study protocol. Implementation science : IS, 6, 10. https://doi.org/10.1186/1748-5908-6-10
- Michie S. & Abraham, C. (2008). Advancing the science of behaviour change: a plea for scientific reporting. Addiction (Abingdon, England), 103(9), 1409–1410. https://doi.org/10.1111/j.1360-0443.2008.02291.x
- Michie S. (2008). Designing and implementing behaviour change interventions to improve population health. Journal of health services research & policy, 13 Suppl 3, 64–69. https://doi.org/10.1258/jhsrp.2008.008014
- Michie S., Jochelson, K., Markham, W. A. & Bridle, C. (2009). Low-income groups and behaviour change interventions: a review of intervention content, effectiveness and theoretical frameworks. Journal of epidemiology and community health, 63(8), 610–622. https://doi.org/10.1136/jech.2008.078725

### Bücher
- Michie S., Atkins L., West R. (2014) The Behaviour Change Wheel. A Guide To Designing Interventions. Silverback Publishing. ISBN 978-1-912141-00-5
- Michie S., Abraham C. (2008) Health Psychology in Practice. John Wiley & Sons. ISBN 9781405110891
- Michie S., West R. (2016) A Guide to Development and Evaluation of Digital Behaviour Change Interventions in Healthcare. Silverback Publishing. ISBN 9781912141029
- Michie S., Christmas S., West R. (2015) Thinking About Behaviour Change: an interdisciplinary dialogue. Silverback Publishing. ISBN 9781912141036
- Michie S., Rumsey N., Fussel A., Hardeman W., Johnston M., Newman S., Yardley L. (2007) Improving Health: Changing behaviour – NHS health trainer handbook. Department of Health.

## Zusätzliche Belege
- Podcast-Interview mit Susan Michie[5]
- Video-Vorstellung des COM-B-Modells von Professorin Susan Michie[7]

## Belege
1. 1 2 3 4 5 6 7  University College London: Susan Michie. Abgerufen am 2. Januar 2025.
2. 1 2 3 4 5 6 7 8 9  University College London: Lebenslauf Susan Michie. Abgerufen am 2. Januar 2025.
3. 1 2  The Academy of Medical Science: Susan Michie. Abgerufen am 2. Februar 2025.
4. 1 2 3 4 5  NIHR: Susan Michie. Abgerufen am 2. Februar 2025.
5. 1 2  Interview mit Susan Michie. Abgerufen am 2. Februar 2025.
6. ↑  Michie, S., van Stralen, M. M. & West, R. (2011). The behaviour change wheel: a new method for characterising and designing behaviour change interventions. Implementation science, 6, 42. https://doi.org/10.1186/1748-5908-6-42/
7. ↑  Michie, S. (2020). Introducing COM-B https://vimeo.com/439364619/

| Personendaten    | Personendaten         |
| ---------------- | --------------------- |
| NAME             | Michie, Susan         |
| KURZBESCHREIBUNG | klinische Psychologin |
| GEBURTSDATUM     | 19. Juni 1955         |
| GEBURTSORT       | London                |